# トーマス・カクシュカ
トーマス・カクシュカ（Thomas Kakuska, 1940年6月25日　ウィーン - 2005年7月4日　ウィーン）は1981年から2005年に亡くなるまでアルバン・ベルク弦楽四重奏団の一員として活動したヴィオラ奏者である。

## 略歴
アルバン・ベルク弦楽四重奏団の第1ヴァイオリン奏者ギュンター・ピヒラーとは古くからの友人であり、1960年から1963年にかけ、彼と「ウィーン・ゾリステン」を結成して活動している。その後1963年から1967年にかけヨーロッパ弦楽四重奏団の第1ヴァイオリン奏者、1967年から1981年まではウィーン・トーンキュンストラー管弦楽団の第1首席奏者を務め、1981年にハット・バイエルレの後継としてアルバン・ベルク四重奏団のヴィオラ奏者に加わった。1971年からウィーン国立音楽大学の教授も務めていた。
ソリストとしても活動を行い、1998年には尾高忠明指揮東京フィルと武満徹のヴィオラ協奏曲「ア・ストリング・アラウンド・オータム」を演奏している。
2005年5月、アルバン･ベルク四重奏団の日本ツアーの直前に、体調を崩し入院しており、7月4日にウィーンの病院で亡くなった。